# نيو هورايزونز

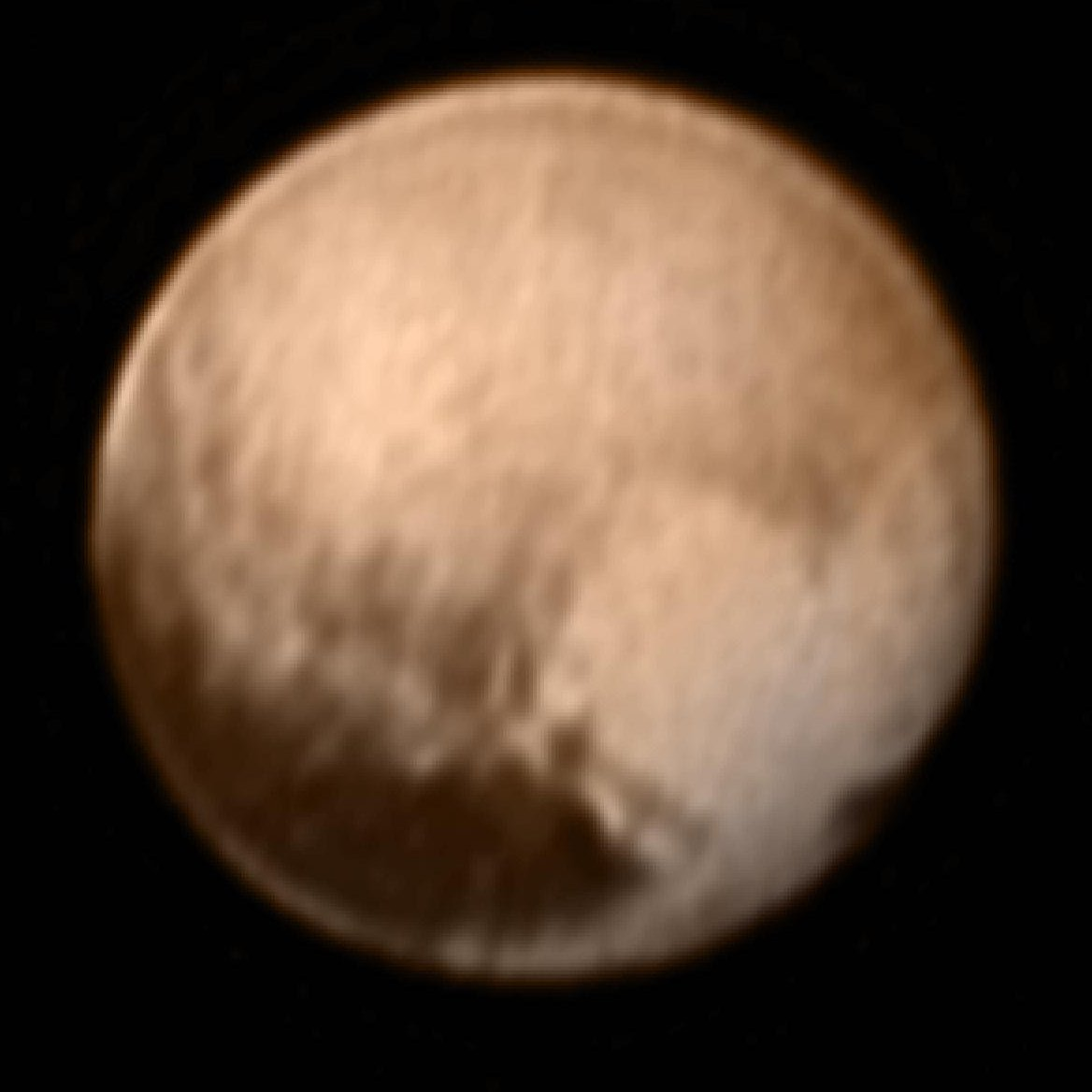
صورة ملونة لكوكب بلوتو التقطتها المركبة في 7 يوليو 2015

نيو هورايزونز (بالإنجليزية: New Horizons) هو مسبار روبوت تابع لإدارة الطيران والفضاء الأميركية (ناسا) مرسل إلى الكوكب القزم بلوتو، وحلق منذ 19 يناير 2006 بسرعة فائقة، صوب أطراف المجموعة الشمسية. وهو أول المركبات الفضائية التي سيمكن بواسطتها دراسة بلوتو وأقماره، وكذلك دراسة حزام كايبر المتكون من قطع ثلجية تحيط بالمجموعة الشمسية.
انطلقت من الأرض في 19 يناير 2006 ووصلت المركبة الفضائية نيوهورايزونز لكوكب بلوتو في تاريخ 13 يوليو 2015. وبذلك يصبح أول مسبار فضائي يحلق فوق الكوكب. وتخطط ناسا دراسة المزيد من التفاصيل لهذا الكوكب عن طريق هذا المسبار.

## تاريخ الكوكب
يرجع تاريخ اكتشاف كوكب بلوتو إلى عام 1930 عن طريق عالم الفلك الأمريكي كلايد تومبو. وكان من بين المشروعات التي ستقوم بها مركبة فوياجر 1 بعد تحليقها فوق كوكب زحل في عام 1980 . ولكي يصل فوياجر 1 إلى بلوتو كان لازما زيادة سرعته عن طريق استخدام جاذبية زحل للوصول إليه (أنظر ديناميكا فضائية). ووصل فوياجر 1 بالفعل إلى كوكب بلوتو في بداية شهر مارس من عام 1986 ثم تعداه إلى الفضاء خارج المجموعة الشمسية.

## معلومات المركبة
مركبة نيوهورايزونز هي أول مهمة لوكالة ناسا من ضمن فئة New Frontiers program، وهي أكبر حجمًا وأكثر تكلفة من Discovery Program ولكنها أصغر من Flagship Program. وبلغت تكاليف المهمة (بما في ذلك المركبات الفضائية وأجهزة الفحص ومركبة الإطلاق، وعمليات البعثة، وتحليل البيانات، والتعليم، والتوعية العامة) حوالي 650 مليون دولار على مدى 15 عاما (من 2001 إلى 2016). بُنيت هذه المركبة في معهد ساوث ويست للأبحاث، وكان مختبر الفيزياء التطبيقية للمركبة في جامعة جونز هوبكين. وهذه المركبة مزودة بعدة كاميرات ومعدات علمية منها مطياف تشتيت الضوء وأجهزة استشعار لرصد الغبار وحالة البلازما بغرض دراسة جيولوجيا كوكب بلوتو وقمره شارون، ورسم خرائط لتركيب سطحيهما ودرجة الحرارة والغلاف الجوي والأقمار الأخرى. يستغرق إرسال إشارة لاسلكية إلى المركبة الفضائية نيو هورايزونز نحو 4 ساعات ونصف الساعة، حيث تبعد عن الأرض مسافة 5 مليارات كيلومتر.
لقد كان الهدف من الرحلة هو اكتشاف كواكب أُخرى غير مُكتشفة في مدار المجموعة الشمسية. وحينما انطلقت المركبة كان تصنيف بلوتو لا يزال يصنف بأنه كوكب، ولكن أُعيد تصنيفه في وقتٍ لاحق من قبل الاتحاد الفلكي الدولي فجُرد بلوتو من لقب كوكب ومن كونه الكوكب التاسع من كواكب المجموعة الشمسية وبات كوكبا قزمًا بعد أن اكتُشف أكثر من ألف من أمثاله منذ اكتشافه ضمن حزام كايبر. في حين أن بعض العاملين في بعثة المسبار نيوهورايزونز من ضمنهم آلان ستيرن اختلف برأيه عن ما قرره الاتحاد الفلكي الدولي بأن كوكب بلوتو هو الكوكب التاسع في كواكب المجموعة الشمسية.
تحتوي المركبة على عدد من الأشياء:
1. أوقية واحدة (30 غرام) من رماد جثة العالم الفلكي كلايد تومبو لإحياء ذكرى اكتشافه كوكب بلوتو في عام 1930.[17][18]
2. أسماء 430 ألف شخص، الذي سجلوا أسماءهم في مشروع «أرسل اسمك إلى بلوتو».
3. صور لجميع العلماء والباحثين المشاركين في مهمة المسبار نيو هورايزونز.
4. جزء من أرض الموقع الذي أطلق منه المسبار في ولاية فلوريدا الأمريكية.
5. جزء من أرض الموقع الذي بُني فيه المسبار في ولاية ميريلاند.
6. جزء من المركبة SpaceShip One، أول مركبة فضائية مأهولة بتمويل خاص.
7. علمان للولايات المتحدة الأمريكية.
8. طابع بريدي عليه إعلان من عام 1991، كتب عليه «بلوتو: لم يُستكشف بعد».

## الإطلاق

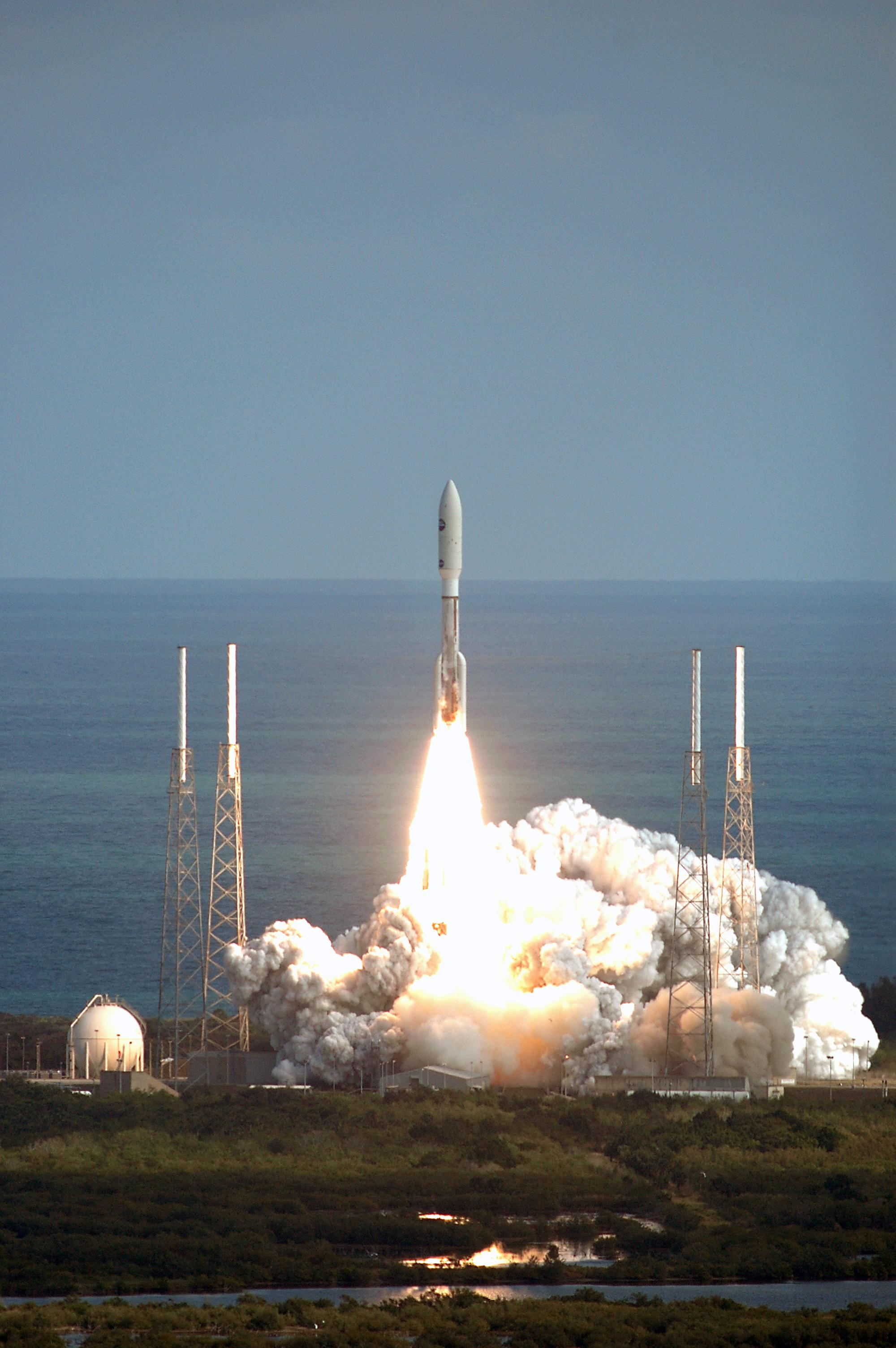
اطلاق الصاروخ أطلس 5 الحامل للمركبة

كان من المقرر إطلاق المركبة في 11 يناير 2006، لكن تأخر الإطلاق في بادئ الأمر حتى 17 يناير للسماح بعمليات فحص للصاروخ. ولكن بسبب الظروف الجوية تأخر الإطلاق إلى يوم 19 يناير 2006.
استغرقت المركبة الفضائية نيو هورايزونز تسع ساعات فقط للوصول إلى مدار حول القمر. واستطاعت المركبة التقاط أول صور لكوكب المشتري في 4 سبتمبر 2006. أما أول صور لكوكب بلوتو من نيو هوريزون فأخذت بين 21-24 أيلول/ سبتمبر 2006.
في 28 فبراير 2007، مرَّ المسبار بجانب كوكب المشتري، بمساعدة قوة الجاذبية والمقلاع الجاذبيّ للتسارع. وصل إلى مقربة من المشتري بسرعة 21 كيلومترًا في الثانية وابتعد عنه بسرعة 25 كيلومترًا في الثانية. أدى هذا التسارع إلى توفير ثلاث سنوات حتى الوصول إلى بلوتو
وأصبحت في ديسمبر 2009 أقرب إلى بلوتو منها إلى الأرض، وذلك على مسافة 3.436 مليار كيلومتراً من الشمس وتبعد عن الأرض مسافة 2 مليار كيلو متر. وصلت المركبة لأدنى مسافة من بلوتو في 14 يوليو عام 2015 على مسافة 12472 كم من سطح الكوكب بعد رحلة طويلة تمتد 9 سنوات. وحلقت المركبة بسرعة 15.41 كيلو متر بالثانية (59400 كيلو متر في الساعة)، مما يجعلها أسرع آلة صنعها الإنسان حتى الآن.

## الهدف من البعثة

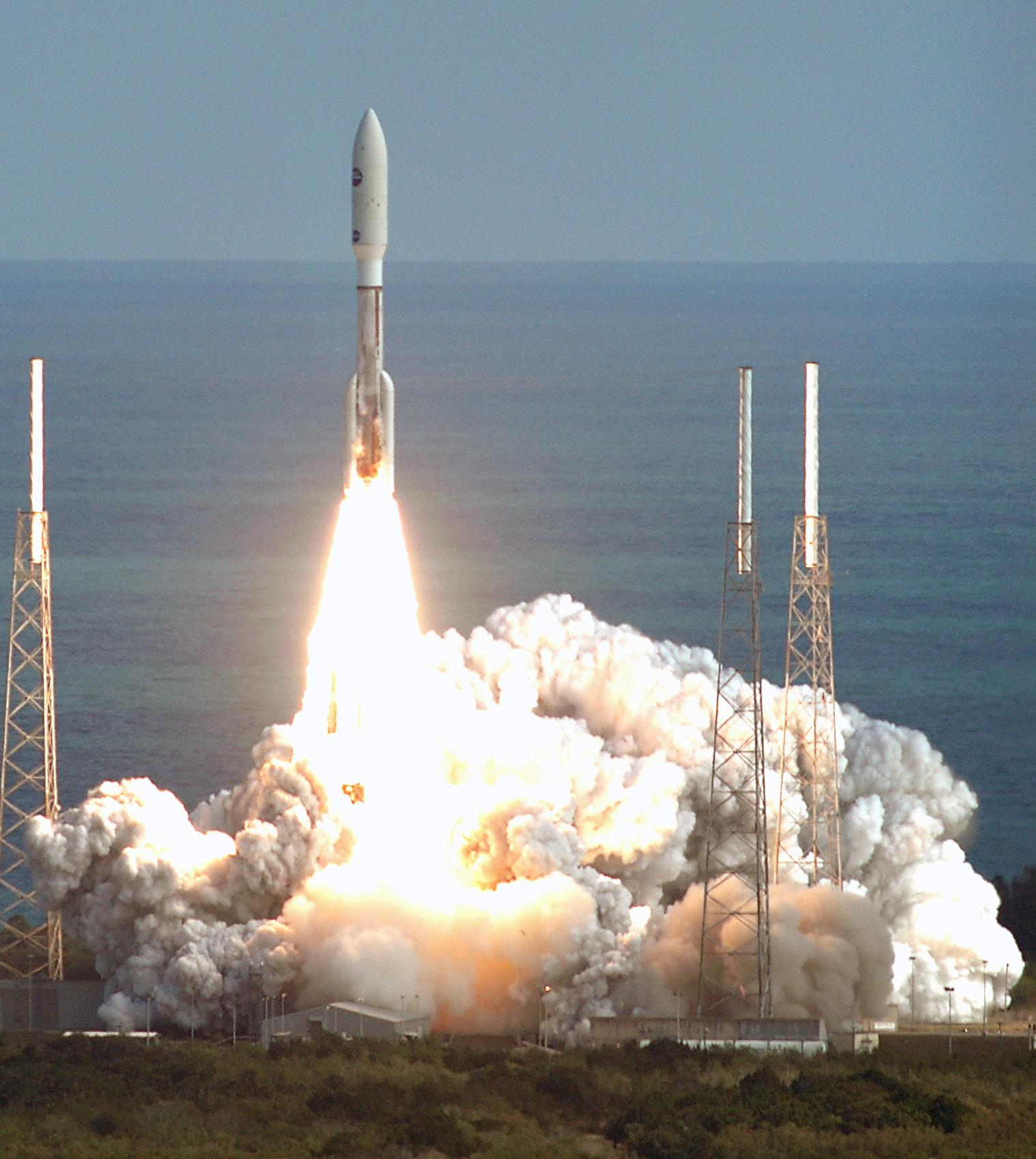
انطلاق بعثة نيو هورايزونز في 19 يناير 2006.

الهدف من إرسال المسبار لكوكب بلوتو هو من أجل دراسة الكوكب وحزام كايبر والتحولات المبكرة التي حصلت في النظام الشمسي. بالإضافة لدراسة سطح ومناخ كوكب بلوتو وأقماره، كذلك دراسة الأجسام الموجودة في حزام كايبر. وسوف يجمع المسبار هورايزونز البيانات أكثر من 5000 مرة للكوكب على عكس ما قامت به المركبة ميرنير في كوكب المريخ.
من بين الأسئلة التي يُريد العلماء معرفة إجابتها هي عن مناخ الكوكب وتحركاته، وكيف هو سطحه؟ وعمَّا إذا كانت هناك تراكيب جيولوجية كبيرة وما هو تأثير الرياح الشمسية على كوكب بلوتو.
من الأهداف المهمة التي يُريد العُلماء معرفتها هي:
1. خريطة لسطح بلوتو وقمره الأكبر شارون.
2. الوصف الجيولوجي والمورفولوجي لبلوتو وشارون.
3. معرفة طبيعة الغلاف الجوي لكوكب بلوتو.
4. معرفة حال الغلاف الجوي حول القمر شارون.
5. البحث عن حلقات الأقمار وعن ما إذا وُجدت أقمار إضافية أُخرى.
6. التحقيق أكثر عن الأجسام الموجودة من ضمن حزام كايبر.

## المصدر الكهربائي

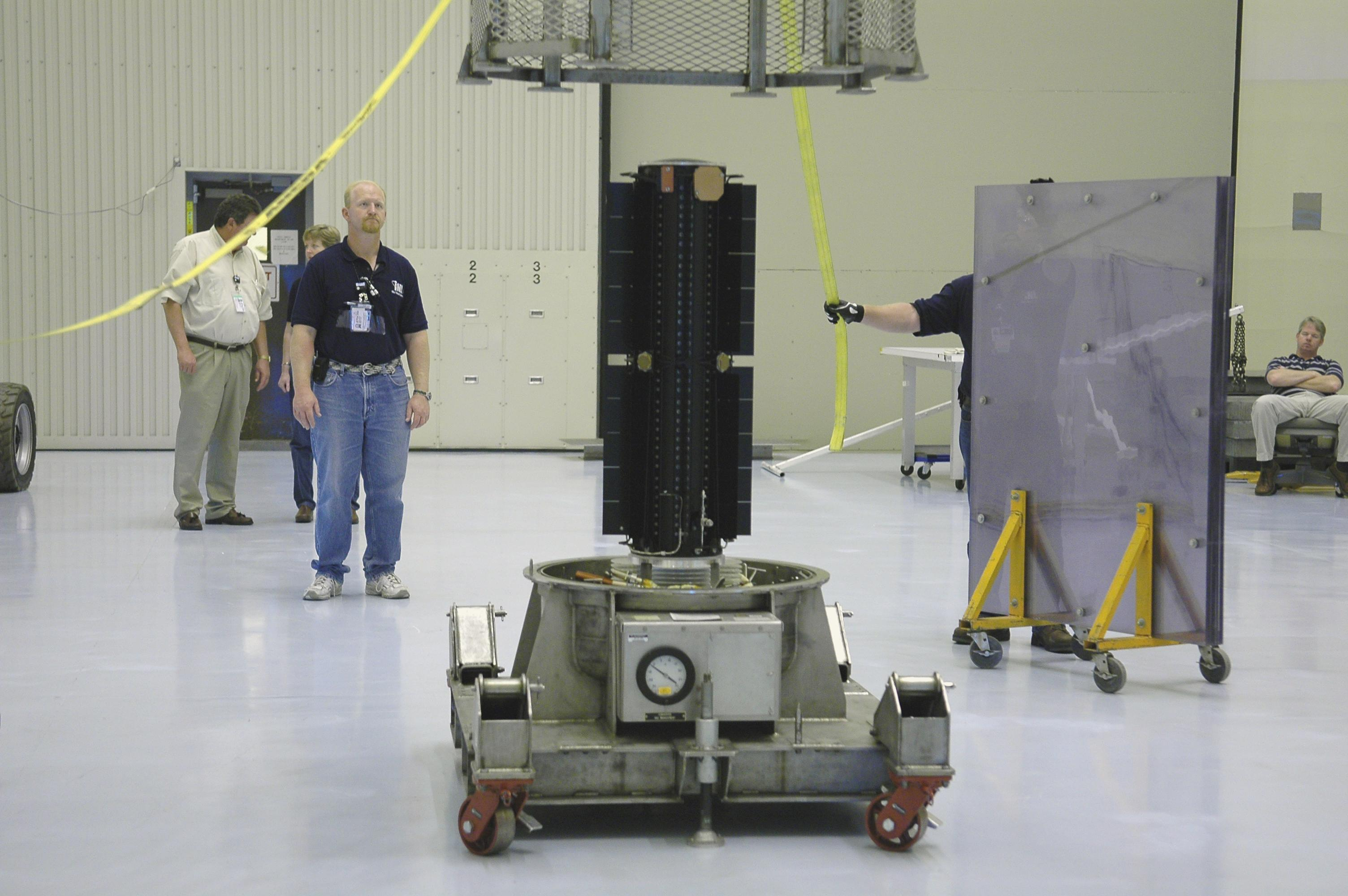
مولد الطاقة العامل بالبلوتونيوم-238 قبل تركيبه في المركبة الفضائية.

زودت المركبة الفضائية (المسبار) نيو هورايزونز بمولد نظائر مشعة يحتوي على 10.9 كيلوجرام من البلوتونيوم-238 من نوع GPHS-RTG . يحتوي هذا المولد على 18 وحدة كل منها يحتوي على 4 كبسولات في كل واحدة 151 جرام من أكسيد البلوتونيوم (PuO2). وقد قام مختبر لوس آلاموس الوطني التابع لوزارة الطاقة الأمريكية بإعداد الكابسولات وما فيها من أكسيد البلوتونيوم.
الخواص الإشعاعية للبلوتونيوم-238 تجعله يتحلل إشعاعيا مع إصدار حرارة كبيرة؛ يمكن استخدامها في إنتاج التيار الكهربائي بواسطة مزدوجة حرارية كهربائية.
توقفت الأعمال الخاصة بإنتاج وحدة البلوتونيوم لنيو هورايزونز في مختبر لوس آلاموس الوطني في أواسط عام 2004 حيث اشيعت شائعات عن اختفاء أقراص مدمجة عليها معلومات سرية من المختبر. بهذا تأخر المشروع حيث أن عدم إمداد المركبة بالطاقة الكافية تجعلها لا تفي بكل البحوث المرغوب معرفتها من البعثة إلى بلوتو. ولكن التفتيش الذي تم في مختبرات لوس آلاموس تم سريعا بحيث استؤنفت عمليات تجهيز كبسولات البلوتونيوم بعد وقت قصير.
وفي نهاية 2005 قام مختبر لوس آلاموس الوطني بتوريد بطارية البلوتونيوم إلى ناسا وتم وضعها في المركبة الفضائية نيو هورايزونز؛ إلا أن عدد كبسولات البلوتونيوم كانت أقل من العدد المخطط له.
كان من المخطط أن تكون قدرة التوليد الكهربائي بكمية البلوتونيوم الأصلية عند بدء الرحلة بمقدار 285 واط ونحو 225  واط عند الوصول إلى بلوتو في عام 2015 (تنخفض الطاقة الناتجة من التحلل الإشعاعي للبلوتونيوم خلال وقت الرحلة). وبعد مناقشات وحسابات مع وزارة الطاقة الأمريكية المسؤولة عن كبسولات البلوتونيوم اتضح أن طاقة البطارية عند الوصول إلى بلوتو ستكون 190 واط. وكان ذلك كافيا للقيام بالبعثة على الوجه الأكمل (حيث كانت قدرة 182 واط هي أقل قدرة ممكنة لإتمام البعثة). تكفي قدرة 190 واط عمل مسبار الفضاء نيو هورايزونز حتى عام 2025.
بعد فحص مولد النظائر المشعة (الذي يعمل بالبلوتونيوم-238) في أكتوبر 2005 وإجراء الاختبارات عليه تبين أن المولد ينتج طاقة أكبر في الواقع مما قدرته الحسابات. فكانت قدرته عند بدء البعثة 240 واط، وعند الوصول إلى بلوتو ستكون نحو 200 واط، مع إنتاجه جهدا كهربائيا مقداره 30 فولت ذو تيار مستمر لتشغيل أجهزة المسبار الفضائي. ومن المسائل المستجدة في مولد النظائر المشعة العامل على المسبار الفضائي أنه لا يحمل مركمات تزيد من وزنه.

## مقابلات بلوتو وشارون

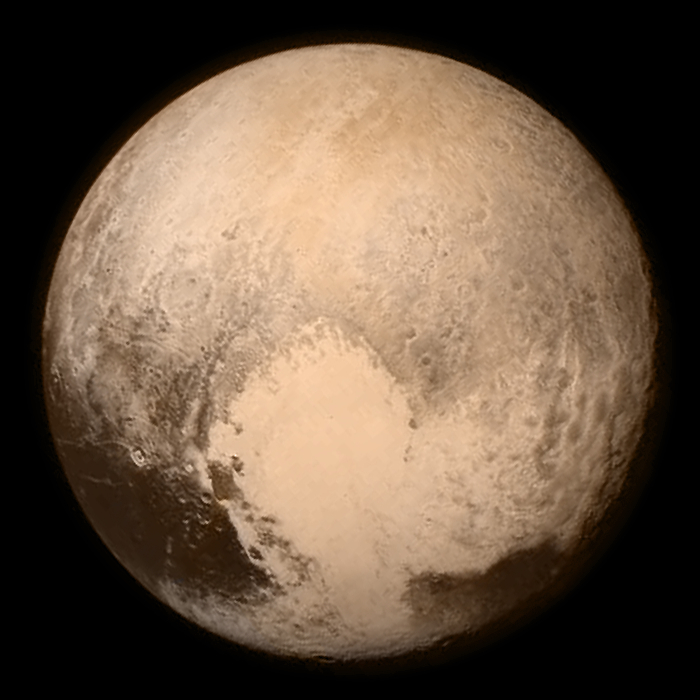
بلوتو بالكامرتين لوري ورالف 13. يوليو 2015

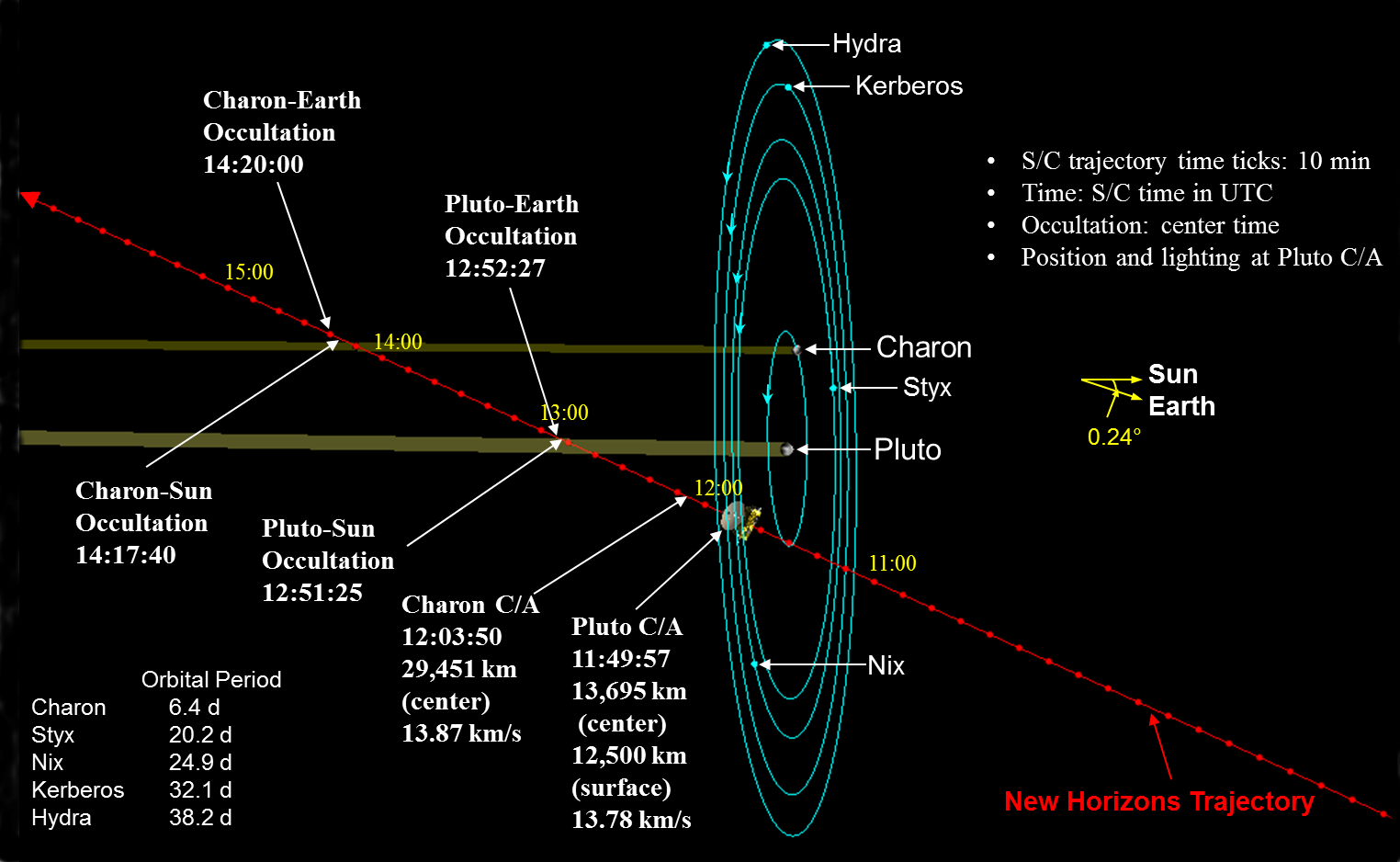
مراحل المرور بنظام بلوتو وتوابعه

في يوم 14 يوليو 2015 وصلت المركبة نيوهورايزونز الكوكب القزم بلوتو وتعدته بسرعة تبلغ 14.5 كيلومتر/ الثانية. وقد بدأت مشاهدات نظام بلوتو وشارون قبل نحو 150 يوم من المقابلة. وفي يوم 15 يوليو 2015 نشرت ناسا أول صورة ملونة لبلوتو وشارون. وقد كانت صور كاميرا LORRI أشد دقة من الصور التي التقطها تلسكوب هابل الفضائي من قبل. وخلال العدة أسابيع التالية تواردت صور عنهما كل ثلاثة إلى ستة أيام تبين سطح بلوتو وسطح تابعه، وقامت ناسا بنشر بعض تلك الصور، كما قامت بعمل عرضا متحركا عن طريق شبك بعض الصور المتتابعة.
في يوم 4 يوليو 2015، أي عشرة أيام قبل المقابلة، أحالت نيوهورايزونز نفسها في حالة سبات عن غير قصد. واعدتها ناسا إلى حالتها الطبيعية في 7 يوليو 2015 وأصبحت مستعدة للقيام بواجباتها. .
وشملت القياسات والصور التي قامت بها نيوهورايزونز صورا غاية في الدقة لبلوتو وشارون بدقة تصل إلى 25 متر/بكسل. وقياس توزيع درجة الحرارة على بلوت وتحليل قياسات جوه الغازي. وطبقا للمخطط مرت المركبة الفضائية نيوهورازونز في تمام الساعة 13:50 حسب توقيت وسط أوروبا
من على بعد 12.500 كيلومتر من بلوتو، وفي الساعة 14:04 مرت على بعد 28.800 كيلومتر من شارون.
ثم دخلت نيوهورايزون في طريقها ظل بلوتو حيث حجب ضوء الشمس عنها في الساعة 16:18، ثم ظل شارون وقامت بأخذ القياسات التي تبين تخلل أشعة الشمس لجو كل من الكوكبين لتحليلهما بأجهزتها. واستغرق كل قياس نحو ثلاثة ساعات وأتى ببيانات كثيرة.
ونظرا لكون معدل إرسال الإشارات من نيوهورايزون إلى الأرض كان صغيرا لا يكفي لتتبع الأحداث آنيا فقد سجلت البيانات في خازنة حاسوب سعة 8 جيجا بايت. وقامت المركبة الفضائية بإرسال البيانات إلى الأرض بعد نحو أسبوع من المرور بالكوكبين. طلبت البيانات الهامة أولا ثم تتابع إرسال قياسات التجارب من أجهزة SWAP و PEPSSI اللتان ترسلان بمعدل بطيء؛ كما أرسلت بيانات القياسات التي قامت بها فيما بعد.
في 5 سبتمبر 2015 بدأت تفاصيل البيانات المخزونة عن المرور بالكوكبين تصل إلى المركز الأرضي. وسوف يستغرق إتمام استقبال البيانات بالتفصيل نحو عام كامل.

## صور وفيديو

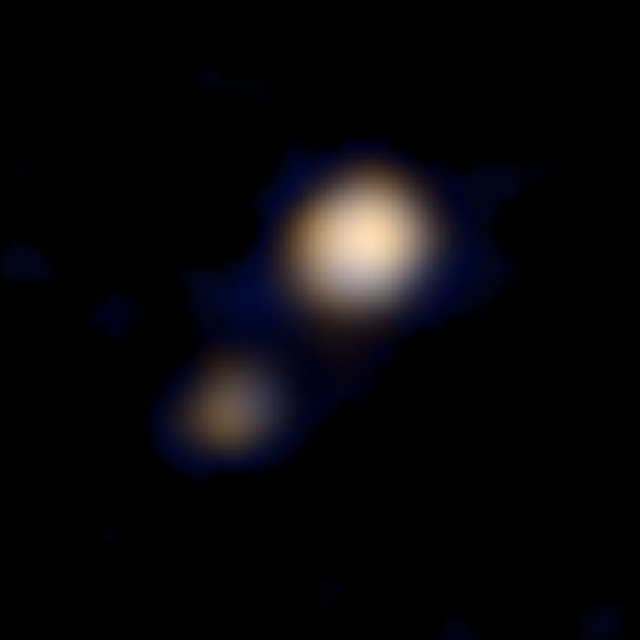
أول صور ملونة لبلوتو وشارون 9أبريل 2015
دوران بلوتو مصور بالكاميرا LORRI, مايو/يونيو 2015
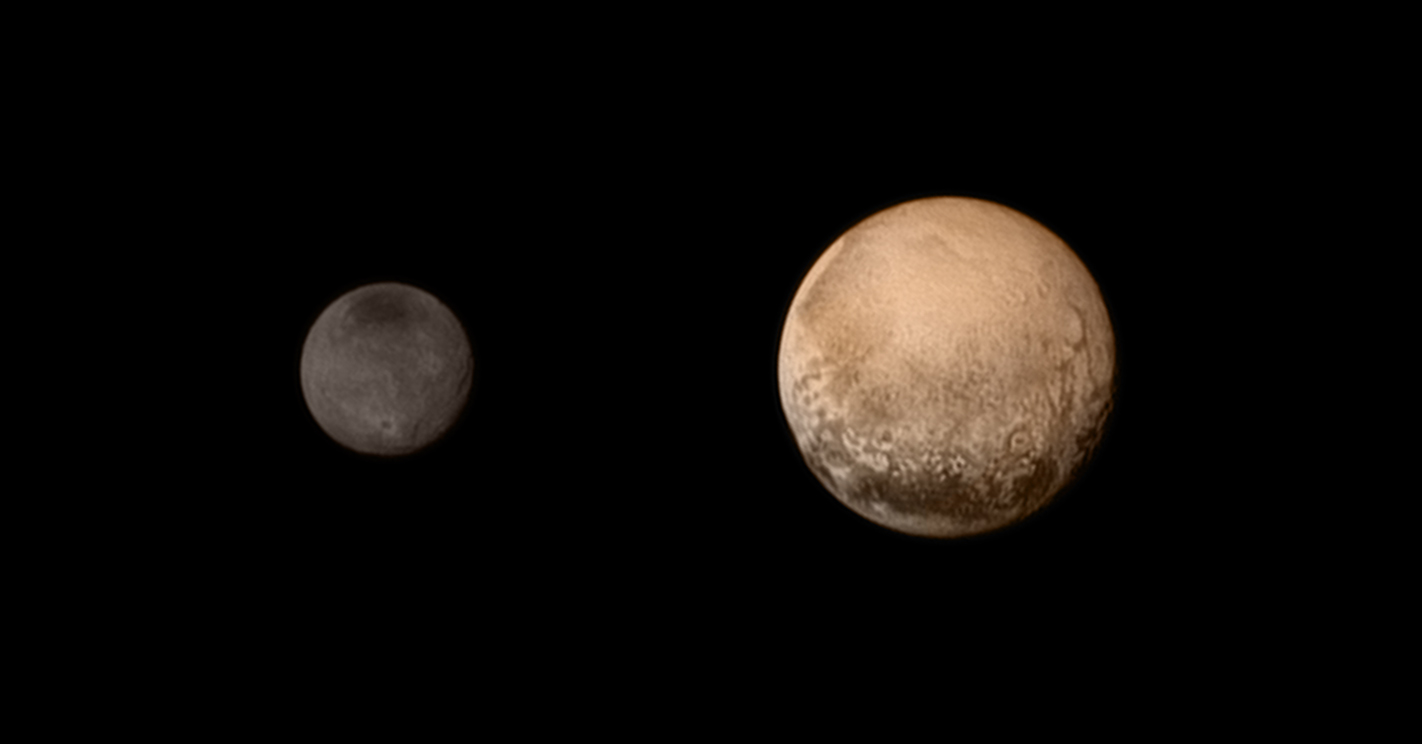
صورة بلوتو وشارون من نيوهورايزونز 11. يوليو 2015
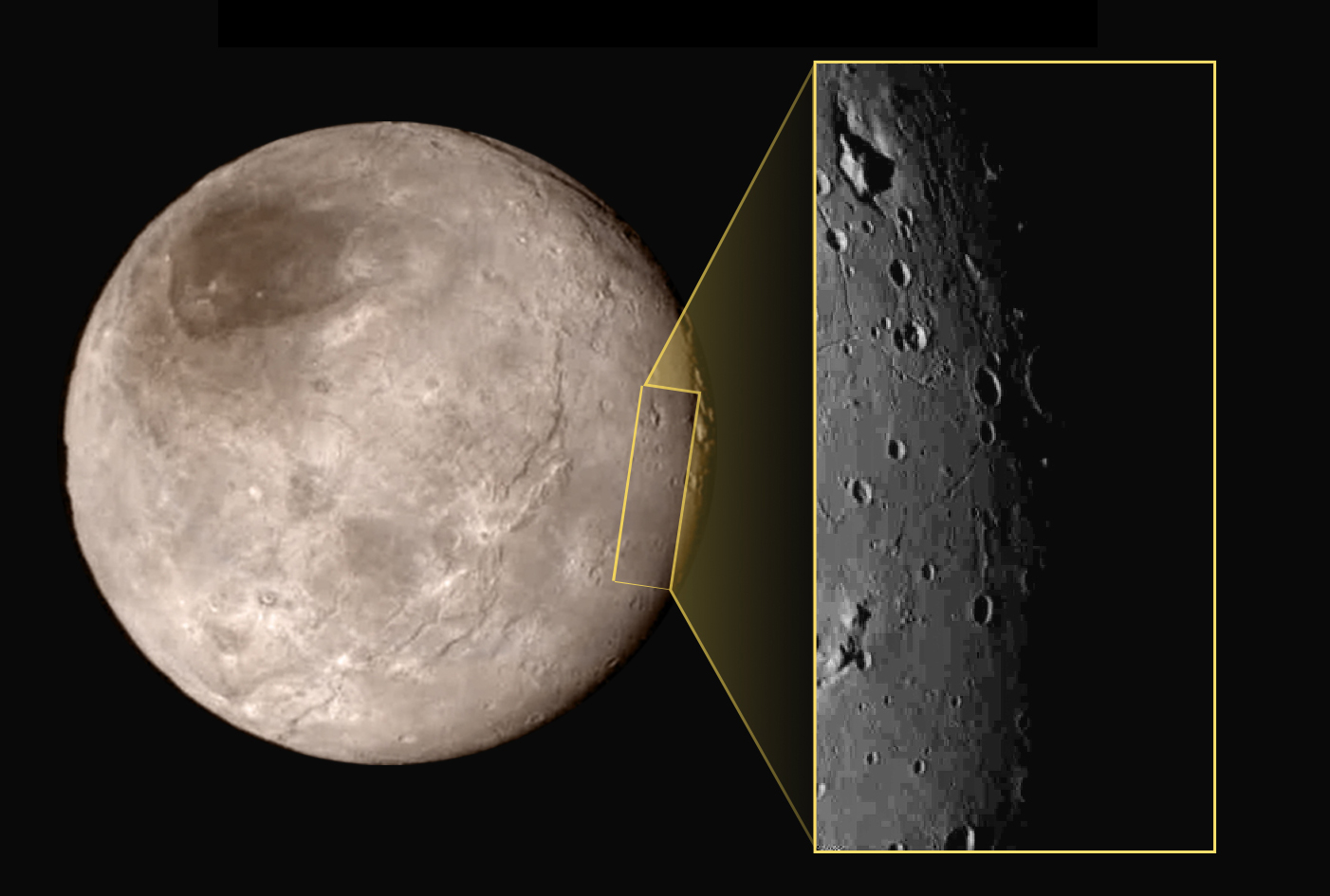
جزء من سطح شارون, 14. يوليو 2015 وتظهر الفوهات بوضوح.
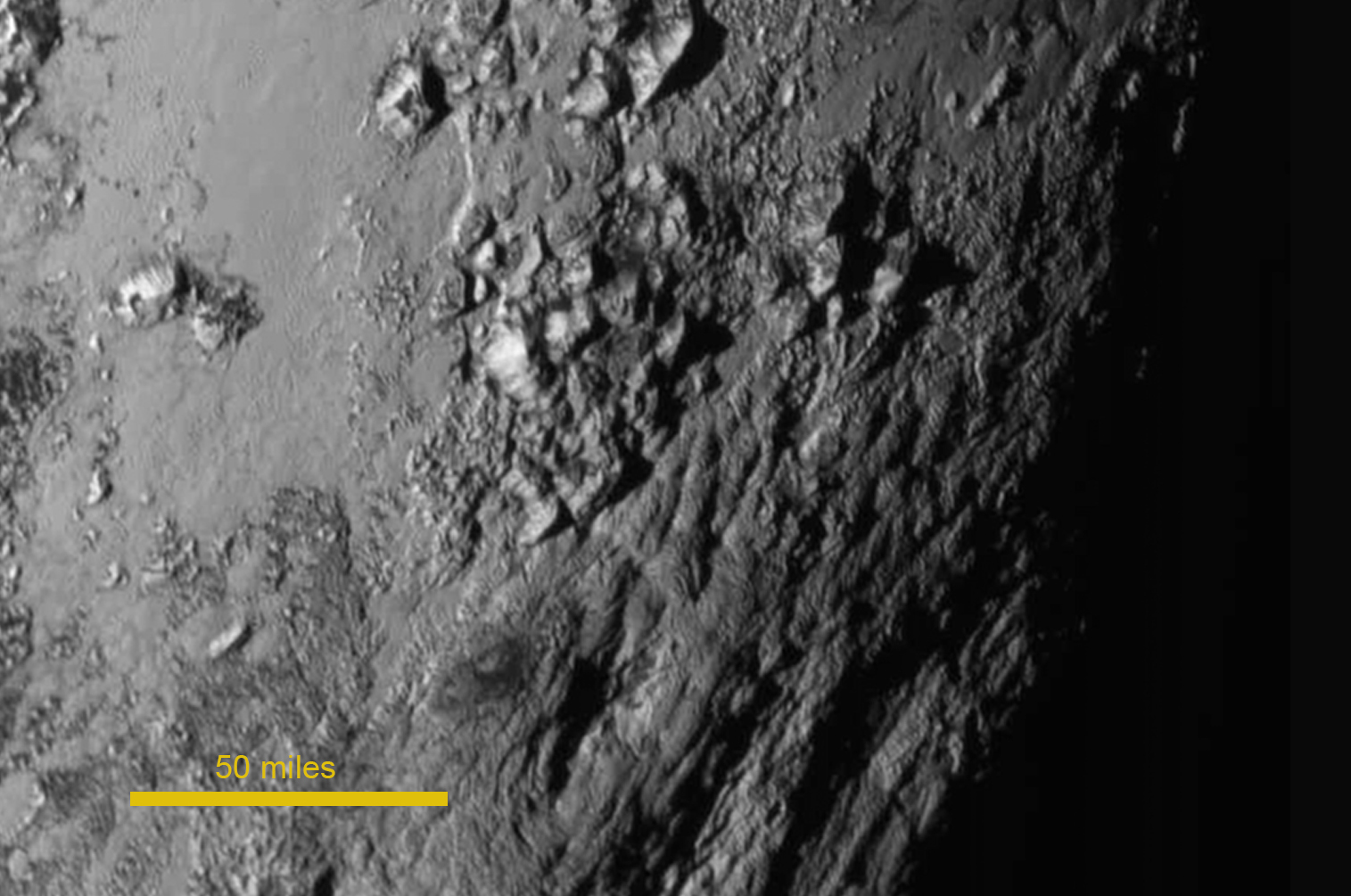
تفاصيل لسطح بلوتوPlutوتكثر عليه جبال ثلجية . لقطة يوم 14 يوليو 2015

## بعثة حزام كايبر
بعد العبور بجانب بلوتو، سوف تستمر المركبة نيوهورايزونز بالتوغل في حزام كايبر، المكون من أجسام متجمدة ثليجية وصخور تحيط بالمجموعة الشمسية.
وحيث تتابع المركبة رحلتها لاستكشاف المزيد من أجرام حزام كايبر والطيران قربها على مستوى منخفض، إذ لم يُحدد بعد أي جرم من أجرام حزام كايبر سوف يَتم اختياره للدراسة. وسوف يتم اختياره بحيث يتراوح قطره بين 40 و 90 كيلومتر، وسوف يَكون أبيضا أو رماديا اللون بالمقارنة بلون بلوتو المُحمرّ.
مخططو البعثة من الفيزيائين يبحثون الآن عن أجسام أخرى ضمن حزام كايبر، وكذلك يخططون للقاء المركبة الفضائية Plutonian.
ويعد نيوهورايزونز ذو قدرة محدودة على المناورة، والمنطقة المتاحة، كونها قريبة إلى حد ما إلى حواف مجرة درب التبانة، وبالتالي من الصعب مسح الأجسام الخافتة.

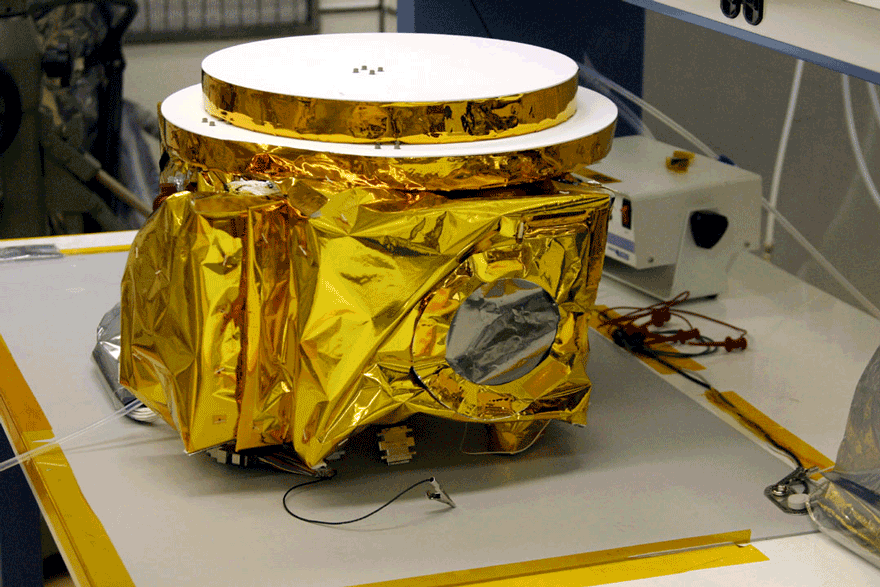
الكاميرا Ralph
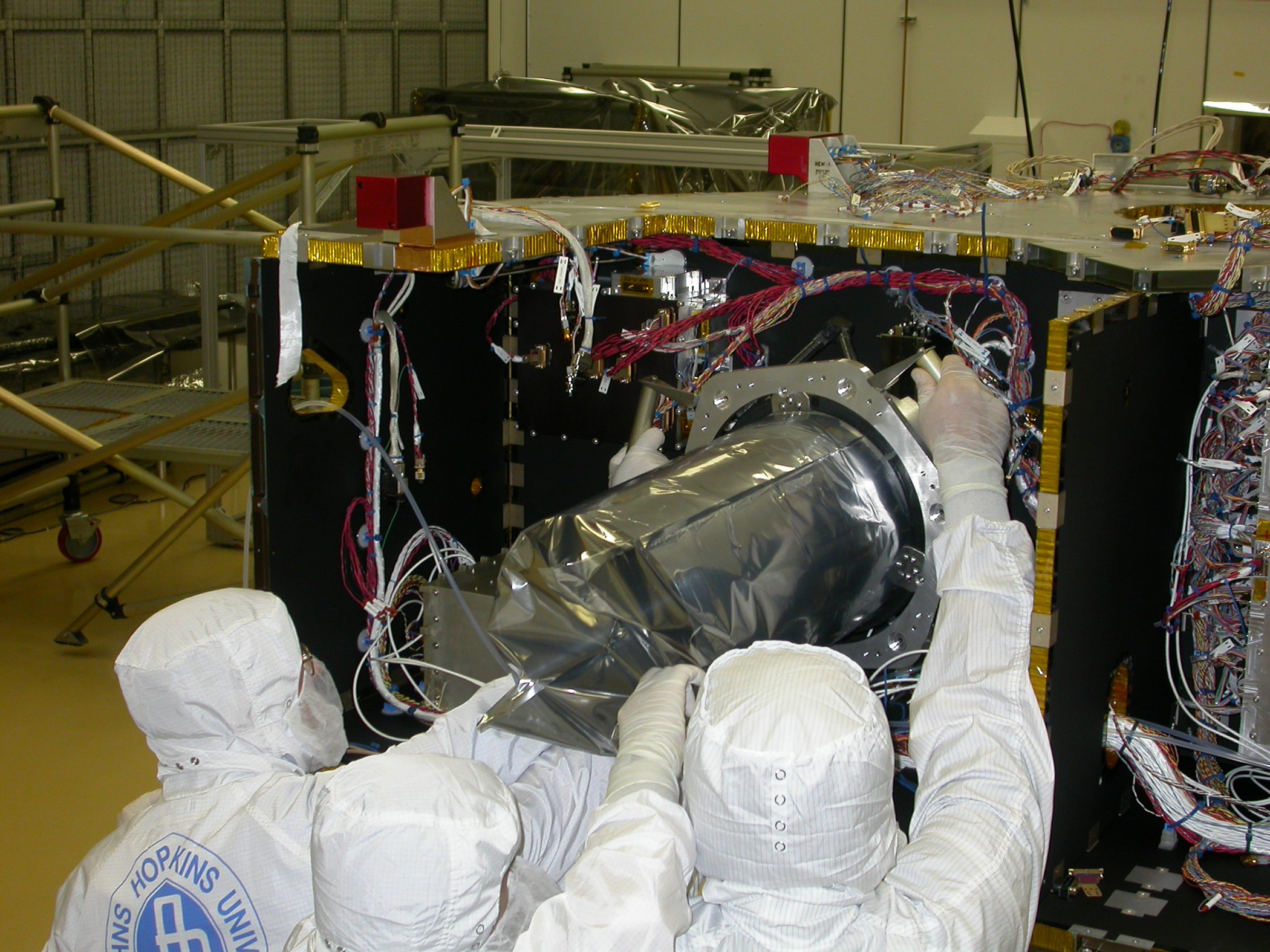
الكاميرا LORRI
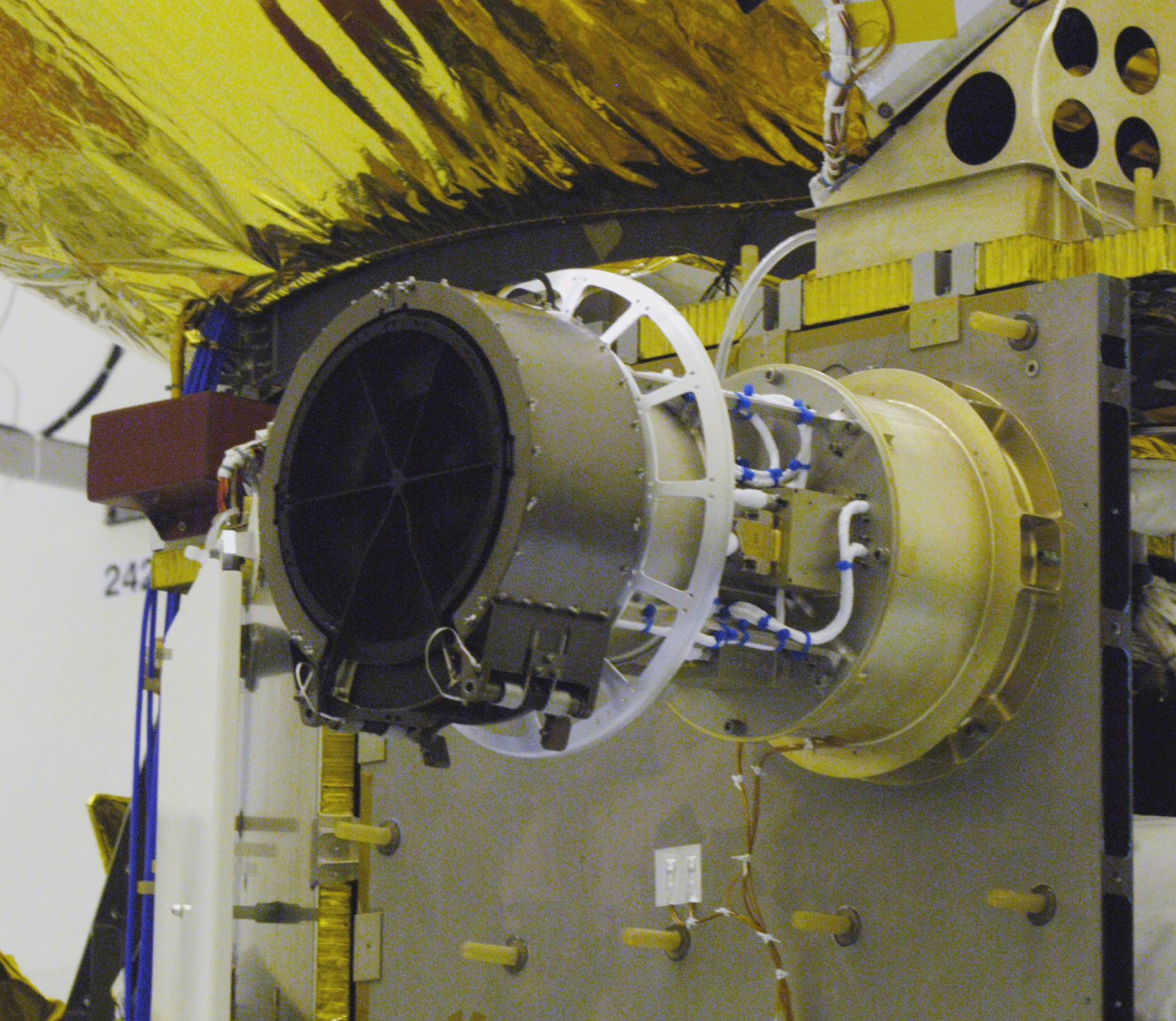
جهاز SWAP
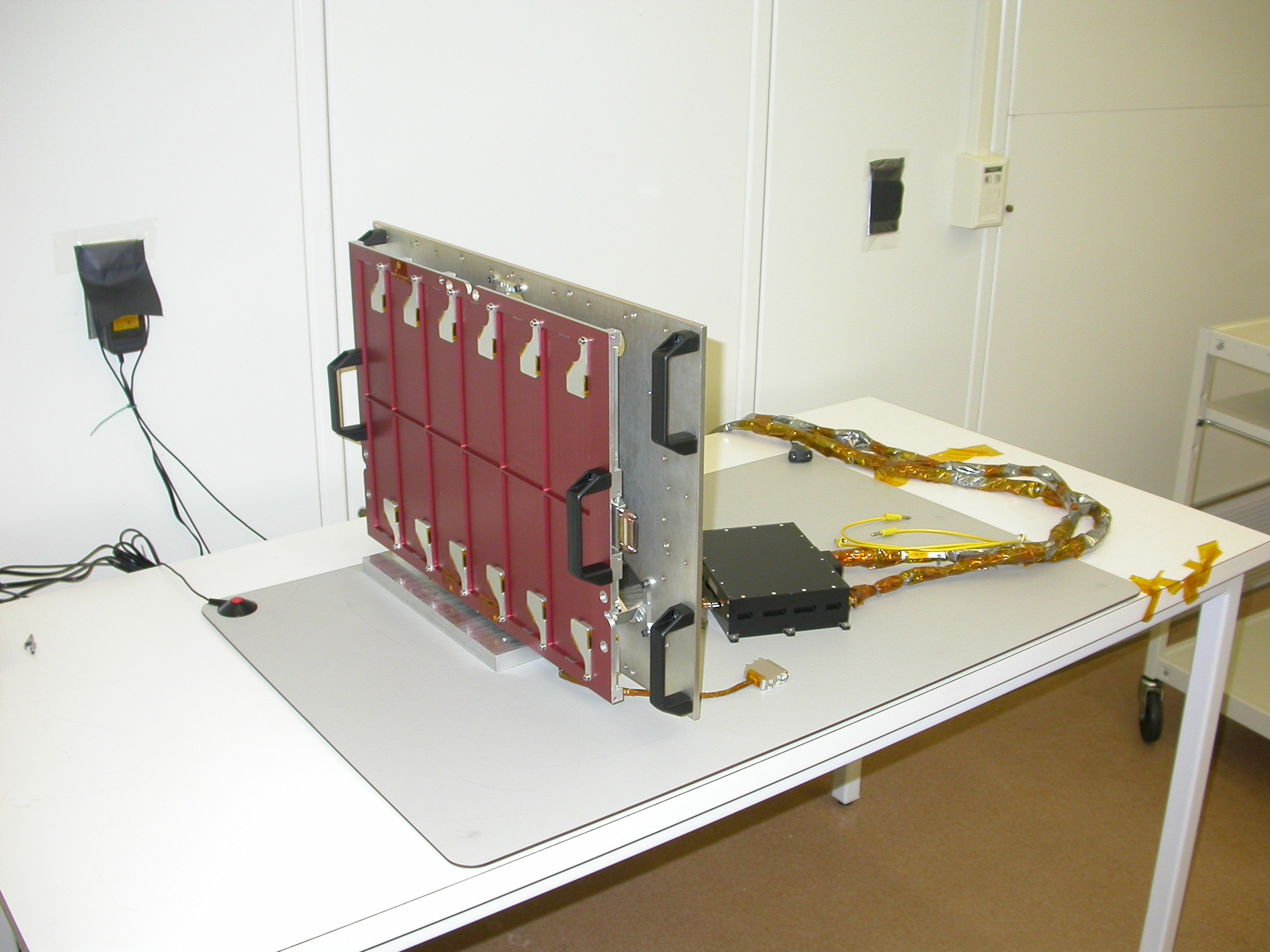
تجربة VBSDC

## وصلات خارجية
- نيو هورايزونز على موقع ناسا (بالإنجليزية)
- موقع نيو هورايزونز - مختبر الفيزياء التطبيقية (بالإنجليزية)
- صفحة نيو هورايزونز - مركز البيانات الوطني لعلوم الفضاء (بالإنجليزية)